# هروزنووا لهوتا
هروزنووا لهوتا (به چکی: Hroznová Lhota) یک منطقهٔ مسکونی در جمهوری چک است که در ناحیه هودونین واقع شده‌است. هروزنووا لهوتا  ۱٬۲۷۴ نفر جمعیت دارد.